# Waldstetter Tal
Das Naturschutzgebiet Waldstetter Tal liegt auf dem Gebiet der Gemeinde Höpfingen im Neckar-Odenwald-Kreis in Baden-Württemberg. 
Das Gebiet erstreckt sich nordöstlich des Höpfinger Ortsteils Waldstetten und südwestlich von Bretzingen, einem Ortsteil der Gemeinde Hardheim, entlang des Waldstetter Bachs, eines Zuflusses der Erfa, und der Landesstraße L 577. Östlich des Gebietes verläuft die L 514.

## Bedeutung
Das 33,6 ha große Gebiet steht seit dem 19. Dezember 1990 unter der Kenn-Nummer 2.135 unter Naturschutz. Es handelt sich um einen sonnenexponierten Trockenhang als landschaftsprägendes Element des Baulandes, dessen besonderer Wert in der kleinräumigen Vielgestaltigkeit und der damit verbundenen Artenvielfalt seltener Tiere und Pflanzen liegt. „Verschiedene Sukzessionsstadien der Kalkmagerrasengesellschaften bilden innerhalb der umliegenden Nutzflächen ein wertvolles Mosaik unterschiedlicher Lebensräume.“